# والری بارلوآ
والری بارلوآ (به فرانسوی: Barlois-Mevel-Leroux, Valérie) متولد ۲۸ می ۱۹۶۹ یک شمشیرباز فرانسوی است. او یک مدال طلا در تیم زنان ایپی و یک مدال نقره در مسابقات انفرادی تیم ایپی در المپیک ۱۹۹۶ آتلانتا دست آورده است.